# Aventurine
Cet article possède un paronyme, voir Aventurie.
Une aventurine est une variété de quartz contenant des inclusions de fuchsite (variété de muscovite), pour sa variété verte, ou d'hématite ou de mica pour la rouge-brun.
Ne pas confondre avec le jade, l'émeraude ou l'agate qui possède des bandes de couleur.

## Gisements
- Brésil
- Chine
- Inde
- France

## Utilisation
- Joaillerie. Ne pas confondre l'aventurine naturelle avec le verre aventuriné.